# Orit Noked
Orit Noked (hebr.: אורית נוקד, ur. 25 października 1952 w Izraelu) – izraelska prawniczka i polityk, w latach 2011–2013 minister rolnictwa, dwukrotnie wiceminister w różnych resortach, w latach 2002–2013 poseł do Knesetu z listy Partii Pracy.

## Życiorys
Urodziła się 25 października 1952 w Izraelu. Służbę wojskową ukończyła w stopniu sierżanta sztabowego, zdobyła wykształcenie prawnicze, pracowała jako adwokat. W latach 1986–1992 była doradcą prawnym, a w latach 1996–2002 dyrektorem działu prawnego Ruchu Kibucowego.
W wyborach parlamentarnych w 1999 nie dostała się do izraelskiego parlamentu z listy koalicji Jeden Izrael (Partia Pracy-Geszer-Meimad), jednak w składzie piętnastego Knesetu znalazła się 21 sierpnia 2002, po rezygnazji Szelomo Ben Ammiego. Skutecznie kandydowała do Knesetu w wyborach w 2003, a od 11 stycznia 2005 weszła w skład  w drugiego rządu Ariela Szarona, jako wiceminister w gabinecie wicepremiera Szimona Peresa. Pozostała na stanowisku do 23 listopada. Zdobywała mandat poselski w wyborach w 2006 i 2009. 1 kwietnia 2009 dołączyła do drugiego rządu Binjamina Netanjahu jako wiceminister przemysłu, handlu i pracy w ministerstwie kierowanym przez Binjamina Ben Eli’ezera. 17 stycznia 2011 po rozłamie w Partii Pracy, weszła w skład nowego ugrupowania Ehuda Baraka – Niepodległość, a w wyniku zmian z tym związanych 19 stycznia objęła funkcję minister rolnictwa zastępując Szaloma Simchona. Pozostała na stanowisku do końca kadencji 18 marca 2013.
W kolejnych wyborach utraciła miejsce w parlamencie.

## Życie prywatne
Jest kuzynką Daniela Ajjalona, posła do Knesetu z listy Nasz Dom Izrael i ambasadora Izraela w Stanach Zjednoczonych.